# Семен
Семен (івр. שִׁמְעוֹן, їд. שמעון, біл. Сямён, пол. Szymon, серб. Симон, рос. Семён) — чоловіче ім'я. Має давньоєврейське походження, означає «почутий (Богом)» (від кореня «шаман» — чути). Набуло поширення в світі у зв'язку з прийняттям християнства.
Розмовні та зменшувальні форми: Семе́нко, Семе́нонько, Семе́ночко, Семе́нчик, Семко́, Сенько́, Се́ня, Сень, Се́ньо та ін.